# William V. Roth Jr.
William Victor „Bill” Roth Jr. (ur. 22 lipca 1921 w Great Falls, zm. 13 grudnia 2003 w Waszyngtonie) – amerykański polityk, członek Partii Republikańskiej. W latach 1967–1970 reprezentował stan Delaware w Izbie Reprezentantów Stanów Zjednoczonych, a w latach 1971–2003 był przedstawicielem tego stanu w Senacie Stanów Zjednoczonych.
Uchodzący za przedstawiciela umiarkowanego, centrowego skrzydła Partii Republikańskiej Roth został pokonany w walce o szóstą kadencję przez demokratycznego gubernatora Thomasa R. Carpera.